# Hugo Ramírez
Hugo Enrique Ramírez (Vallenar, 7 de julio de 1929 - ibídem, 19 de mayo de 1995) fue un poeta chileno, el más fecundo de su ciudad natal.

## Biografía
Se le recuerda en 1938, como un entusiasta alumno del tercer año preparatoria en la Escuela Superior N.º 1. Ya a esa temprana edad, se insinuaba el futuro poeta, conseguía libros de versos a su profesor Benigno Ávalos, memorizaba poemas, recitaba. Redactaba correctamente las composiciones escolares exigidas, se destacaba como alumno.
Antes de terminar sus estudios de oficios en la Escuela de Artesanos, se retiró para trabajar como conductor de una locomotora de los Ferrocarriles del Estado, oficio que lo marcaría muy fuerte en su vida. Amaba esa labor y en las largas travesías, ante los más diversos paisajes, se inspiraba en su creación literaria.
Escribió muchos poemas a su novia Eliana Chávez, los que leía en su círculo de amigos. Con ella se casaría el 16 de abril de 1955. De esa unión nacieron dos hijos, Hugo Enrique y Elena del Sol, familia que fue muy importante en su vida.
En sus tiempos libres el poeta ferroviario salía a charlar de poesía con sus amigos y de las amenas tertulias nació la idea del Grupo Literario Paitanás.

## Libros
- 1966 - Milagro en las pupilas
- 1980 - Ahora las luces
- 1983 - Desde adentro
- 1983 - Esta vez el norte
- 1983 - Los recodos de mi tiempo
- 1985 - Atacama 35
- 1987 - De improviso en el umbral
- 1987 - La ilusión anda en verde[3]

## Premios
- 1939 - Primer lugar en el Concurso Ilustre Municipalidad de Vallenar (celebración de los 150 años del título de ciudad)